# Anomala quadrigemina
Anomala quadrigemina är en skalbaggsart som beskrevs av Gilbert John Arrow 1910. Anomala quadrigemina ingår i släktet Anomala och familjen Rutelidae. Inga underarter finns listade i Catalogue of Life.